# Peppermint Frieden
Peppermint Frieden ist ein deutsches Filmdrama von Marianne Rosenbaum aus dem Jahr 1983. Der Film erhielt 1984 den Sonderpreis des Max-Ophüls-Festivals.
Der Film schildert den Nachkriegsalltag aus Kindersicht in einem kleinen deutschen Dorf zwischen 1943 und 1950. Der Frieden kommt in der Form eines amerikanischen Soldaten, der Kaugummi für die Kinder bringt.

## Handlung
Die im Jahr 1940 geborene Marianne, von Hunger und Bombennächten gebeutelt, ist mit ihrer Mutter und Großmutter in den Bayerischen Wald geflüchtet. Ihr Vater, ein deutscher Soldat der Wehrmacht, wird aus der Gefangenschaft entlassen und beginnt wieder als Lehrer zu arbeiten. Mariannes Eltern und Großmutter waren nicht vom Nationalsozialismus überzeugt, hatten sich aber letztlich in diese Gesellschaft eingefügt. Sie versuchen Marianne von den Schrecken des Krieges und dessen Spätfolgen abzuschirmen, doch Marianne ahnt, was in dem nahegelegenen Konzentrationslager und an der Kriegsfront ihres Vaters Schreckliches vor sich ging.
Ein amerikanischer Soldat verteilt Kaugummis mit Pfefferminzgeschmack und freundet sich mit den Kindern an, die ihn „Mister Frieden“ taufen. Für die Kinder schmeckt der Frieden nach Pfefferminz. Vieles ist neu, wie die seltsame Musik aus dem Nebenzimmer, wo Mister Frieden und seine Freundin Nilla lachen und seufzen. Deren Beziehung wird in der streng katholischen Dorfbevölkerung skeptisch aufgenommen, auch wird Mister Frieden später von der amerikanischen Militärpolizei für einige Zeit verhaftet.
Doch mit dem Koreakrieg und dem Kalten Krieg zeichnen sich neue Feindeslinien ab. Die Erwachsenen reden über die Bedrohung, wobei die Meinungen zwischen dem Tischler mit kommunistischen Überzeugungen und der im Ort einflussreichen katholischen Kirche auseinandergehen. Besonders die Atombombe und die Angst vor einem Einmarsch der Sowjetunion rufen Alpträume wach, die die traumatisierte Marianne belasten. Marianne und viele ihrer Altersgenossen sind noch immer von den Erinnerungen an den Zweiten Weltkrieg geprägt. Am Ende verlässt auch Mister Frieden das Dorf und Nilla, um für die amerikanische Armee im Koreakrieg zu kämpfen.

## Hintergrund
Die Uraufführung fand 1983 in Cannes statt, 1983 erhielt der Film den Deutschen Kritiker-Preis, 1984 den Max Ophüls Preis, 1983 wurde er von der Jury der Evangelischen Filmarbeit als „Film des Monats September“ ausgezeichnet.
Marianne Rosenbaums Mann Gérard Semaan war für den Schnitt verantwortlich und trat als Schauspieler auf.

## Kritiken
„In ihrem etwas manirierten, aber detailgenauen Debüt zeigt Marianne Rosenbaum Nazi-Schuld und Nachkriegsglück durch Kinderaugen.
Klug und poetisch, mit kleinen Schwächen.“